# Torbjörn, Bohuslän
Torbjörn är en sjö i Uddevalla kommun i Bohuslän och ingår i Bäveåns huvudavrinningsområde. Sjön är 2,5 meter djup, har en yta på 0,018 kvadratkilometer och befinner sig 120 meter över havet.